# Евфуїзм
Евфуї́зм (дав.-гр. ευϕυης — високий, обдарований) — пишномовний літературний стиль, перенавантажений риторичними фігурами, тропами, метафорами. Склався в англійській бароковій літературі наприкінці 16 сторіччя. Назва терміна походить від Евфуеса — героя романів англійського письменника Дж. Лілі.
Існували аналогічні напрямки і в літературі Франції — прецинозна література, Іспанії — культизм, Італії — маринизм. В українській літературі тенденція велемовної бундючності найбільш проявилась у добу більшовицького режиму:
|  | Хто ж те сонце? То улюблений і рідний Сталін, батько всіх народів (П. Тичина) |